# وسمق (درگزین)
وسمق، روستایی در بخش شاهنجرین در استان همدان ایران قرار دارد.
وسمق روستایی در بخش شاهنجرین استان همدان است

## مکانهای تاریخی

### مجموعه باستانی تپه وسمق
در مورد وجه تسمیه وسمق (وسمه) نیز نمی‌توان به سادگی نظر داد اما چیزی که قطعی است قدمت زیاد این نام است و می‌توان این کلمه و واژه را به گبریان که ساکنان اصلی این مکان قبل از اسلام بوده‌اند نسبت
داد که از آثار به جای مانده از این قوم می‌توان به تپه باستانی وسمق و دستکندهای معروفشان اشاره کرد. معماران گبر از برترین مهندسان و معماران زیرزمینی بوده‌اند.

### شهرزیرزمینی وسمق
دستکند وسمق نیز یکی از آثار تاریخی کم‌نظیر استان همدان می‌باشد که در این روستا قرار دارد. این شهر زیرزمینی دارای سه طبقه بوده که طی دوره‌های مختلف تاریخی مورد استفاده قرار می‌گرفته و حدود ۲۵ هکتار از مساحت روستا را به نوعی از زیرزمین تحت پوشش خود قرار داده است. اصولاً این دست کند در کنار چشمه تاریخی خانا حفاری شده تا ساکنین دستکند همواره با آب دسترسی داشته باشند. چشمه تاریخی خانا یکی از قدیمی‌ترین آب‌های منطقه بوده که توسط معماران زیرزمینی وسمق هزاران سال قبل استخراج شده که تمامی راهروهای دستکند وسمق به جهت برداشت آب به کانال خانا متصل بوده و این کانال یکی از گریزگاه‌های شهرزیرزمینی بوده است. وجود درب‌های سنگی و معماری خاص پدافندی برای مقابله با دشمن در زیرزمین از شاخصه‌های این دستکند می‌باشد که معماری آن در برخی مکانها مشابه معماری شهرزیرزمینی ارزانفود است و آثار موجود در دستکند وسمق می‌تواند به قدمت آنرا از دوره پیش از تاریخ اشکانیان روایت کند. این دستکند تحت حفاظت و مطالعه اداره میراث فرهنگی استان همدان قرار دارد.

### حمام وسمق یا به عبارت دیگر گرمابه وسمق
بنایی تاریخی با کاربری حمام سنتی بوده که طی چندین سال گذشته کاربری خود را از دست داده است. تاریخچه ساخت این بنای زیبا به دوره پهلوی مربوط است. مواردی که باعث تمایز این اثر از سایر آثار دوره پهلوی میشود استفاده معمار از سبک معماری قاجار است. پیش از آن تاریخ وسمق دارای یک حمام خزینه باستانی بوده اما به دلیل بروز بیماریهای فراگیر، مرحوم مهدی واعظ شوشتری، عبداله خان ذوالفقاری و اهالی تصمیم به احداث حمام جدید گرفتند.
مورد عجیب که کمتر در بناهای آن دوره در نظر گرفته شده این است که معمار به‌طور عالمانه بنای حمام را مطابق با اصول طب سنتی ایرانی طراحی و ساخته است. حمام دارای چندین طاق سنگی به ضخامت نیم متر بوده که هر طاق به چهار ستون سنگی که داخل دیوارها مخفی هستند متصل است. ضخامت دیواره حمام در برخی نقاط حتی به دو متر میرسد. مساحت کل حمام تقریباً ۳۱۳ متر مربع است.
محل ورود حمام جهت جلوگیری از خروج و اتلاف حرارت دارای ارتفاع کم و در حدود ۱۸۰ سانتی‌متر بوده اما پس از عبور از دالان ورودی، محل رختکن قرار دارد که دارای معماری زیبای طاق، حوض سه طبقه و سکوها است. طاق رختکن از نظر آگوستیکی به گونه ای دقیق کار شده است که با قرار گرفتن در وسط حوض آب و صحبت کردن، صدای انسان دچار تشدید می‌گردد و حسی روحانی به انسان دست میدهد.
حوض آب رختکن نیز دارای سه طبقه بوده که طبقات به صورت لوزی در داخل هم قرار گرفته‌اند و به نظر بیشتر برای پاشویه آب سرد هنگام خروج از حمام مورد استفاده قرار می‌گرفته است. طبقه اول حوض دارای ابعاد تقریبی طول چهار و عرض سه متر بوده و طبقات دو و سه کوچکتر از طبقه یک هستند.
دالان ورودی از رختکن به داخل حمام نیز دارای ارتفاع کمتر از ۱۷۰ سانتی‌متر بوده تا گرمای هوای داخل حمام اتلاف نشود. داخل فضای حمام نیز دارای دو طاق است. جالب است که محیط رختکن و سالن شستشو بدون استفاده از وسایل گرمایشی همیشه گرم بوده زیرا اول آنکه آتشخانه حمام در زیر ساختمان آن بود و از طرفی دیوارهای حمام به اندازهای ضخیم بوده که اتلاف حرارت ناچیز است.
مصالح استفاده شده در معماری حمام وسمق تمام سنگی و آهکی بوده و حتی طاقها نیز به وسیله سنگ و آهک کارشده است اما در حوالی سال ۱۳۵۹ به درخواست اهالی، قسمتهایی از حمام با آجر توسط جهاد سازندگی مرمت شد و قسمت آتش خانه آن که در زیر حمام قرار دارد ترمیم شده و از آجر در مرمت آن استفاده شد. در بازدید مسئولان میراث فرهنگی استان همدان، بر ثبت و مرمت اثر مذکور تأکید شده است.

## پتانسیلهای گردشگری
وجود مجموعه شهرزیرزمینی وسمق، کوه وسمق، منطقه شکار ممنوع کرفس، سد شنجور و باغات سرسبز میتواند همه ساله تعداد زیادی گردشگر وارد منطقه نماید لذا وجود معماریهای به سبک سنتی از جمله حمام سنتی میتواند مورد بازدید گردشگران قرار گیرد. همچنین با کمی تغییر در فضای داخلی این حمام، می‌توان از آن به عنوان موزه مردم‌شناسی همراه با بازارچه صنایع دستی استفاده کرد.
کاربری دیگری که برای این اثر زیبا پیشنهاد شده است مرمت حمام با کمک سرمایه‌گذار و استفاده از حمام جهت حمام درمانی و حمام سنتی است زیرا معماری حمام وسمق مطابق با اصول طب سنتی بوده و با کمی تغییر در فضای داخلی می‌توان به عنوان مرکز حمام درمانی در غرب کشور به همراه موزه مردم‌شناسی استفاده کرد.
همچنین آثار باستانی موجود در کوه سه برادر از جمله معادن باستانی سنگ و همچنین شهرزیرزمینی وسمق و وجود تپه‌های باستانی وسمق نیز این پتانسیل گردشگری را بهبود می‌دهد. تنها بازسازی و مرمت و افتتاح بخش کوچکی از شهرزیزمینی وسمق می‌تواند صنعت گردشگری شهرستان درگزین و شمال استان را متحول کند که نیازمند مساعدت مسئولین می‌باشد.

## صنایع دستی و غذایی
نمی‌توان از هنرهای سنتی و دستی این روستا بی‌تفاوت گذشت، قالی‌های بافته شده به دست بانوان وسمقی زیبایی خاصی را به منازلشان داده است. در گذشته حدود ۵۰ سال پیش شال بافی و نمد مالی در این روستا رایج بوده و آخرین نمد مال نیز مرحوم محمد علی خداکرمی بوده است که سالیان قبل دار فانی را وداع گفتند. نقل گفتن در این روستا همچنان بین مردم رواج دارد و باید یادی کنیم از گذشتگان که این هنر را سینه به سینه به این مرحله رسانده‌اند. البته مردم روستای وسمق نسبت به روستاهای مجاور نسبت به سنت‌های خود کوشا بوده و سعی بر حفظ آنها را داشته‌اند. از فراورده‌های غذایی روستا هم می‌توان به محصولات باغی و شیره انگور، باسلوق، کشمش و مویز، خشکبار، رب گوجه فرنگی، کره و روغن حیوانی و محصولات لبنی… اشاره کرد. همچنین در وسمق چند نانوایی وجود
دارد که به پخت نان محلی اگیردک) نان روغنی (مشغول می‌باشند. مردم این روستا به زبان ترکی صحبت می‌کنند و به کودکان خود ترکی یاد می‌آموزند و کودکان وسمق هنوز گرم بازی‌های قدیمی مانند چیلیک و تئشله هستند و همچون گذشته از پرورش حیوانات اهلی استقبال می‌کنند.

## آداب
این روستا دارای دو مسجد به نام‌های قمر بنی هاشم) ع (و امام زمان) ع (است و مراسمات عزاداری و مناسبتی و جلسات کشاورزان و جلسات بازدید مسئولان در آنها برگزار می‌شود. مسجد قمر بنی هاشم کنار خانا چایوقرا گرفته و مسجد صاحب الزمان نیز در کنار جاده اصلی واقع است که کمی پایینتر از ان تالاب ابی بود که چند سال پیش خشک شد و دیگر ابی ندارد. آب نوشیدنی وسمق قبلاً از چشمه‌های آق بولاغ، زُلف آباد و خاناچایو و چاه‌های شخصی در منازل فراهم بود ولی اکنون دارای لوله‌کشی آب است. از طوایف روستا هم می‌توان به طایفه سادات عقیلی، طایفه حکانی، افشاری، بختیاری و صادقی اشاره کرد. مردم وسمق همچون سایر روستاها در ماه محرم پرچم عزا به پا می‌کنند. یکی از رسوم وسمقی‌ها برپایی تعذیه خیمه سوزان در عصر عاشورا می‌باشد. همچنین یکی از سنت‌های مردم این روستا پختن آش کوهی در محلی به نام داغ ایمامو) امامزاده کوه (است که به رسم گذشتگان افرادی که نذری دارند با دعوت از مردم و پختن آش در کوه به پذیرایی میهمانان می‌پردازند.
با توجه به اینکه اکثر اهالی روستا کشاورز و دامدار هستند همواره کودکان این روستا نیز علاقه زیادی به شغل پدرانشان دارند و با توجه به نیاز گله‌های دام حتی در پرورش سگ‌های شکاری برای گله و سگ‌ها نگهبان مهارت دارند. در برخی از منازل قدیمی این روستا نیز هنوز همچون گذشته‌های خوب حیواناتی چون گربه جای خود را از دست نداده‌اند و به راحتی در خانه رفت و آمد می‌کنند که نشان از استفاده گذشتگان از این حیوانات در کنترل جمعیت حیوانات مضر چون موش دارد.
در وسمق مدرسه ای ابتدایی نیز وجود دارد که به نام شهید احمد رضایی فاخر است و در خیابان وحدت واقع شده است. در قدیم الایام نیز کودکان این روستا از مکتب خانه استفاده می‌کرده‌اند که از اساتید آن می‌توان از مرحوم میرزا حیدر شعبانی و میرزا ابوالقاسم بختیاری یاد کرد) روحشان شاد(.

## بزرگان و مشاهیر
از مشاهیر وسمق می‌توان از عالم فقیه و مجتهد عالی قدر مرحوم آیت اله حاج میرزا ابوالقاسم ربانی فرزند مرحوم آیت اله حاج ملاطاهر وسمقی نام برد. حاج میرزا ابوالقاسم ربانی بن حاج ملاطاهر عالم فقیه، مجتهد جامع معقول و منقول از افاضل علما و از مشاهیر
مجتهدین همدان است که مراتب علمی او را از باب فضل و کمال اعتراف داشتند و بر بسیاری از علما شهر از نظر تحقیق و فقاهت تقدم داشت و از مدرسین سطوح عالیه و خارج بود. در مدرسه آخوند و هم در منزل خود برای علما و فضلا تدریس می‌کرد و چون تحقیقات و دقت نظر زیادی داشت درسش برای همه مطلوب نبود و بیشتر افراد خوش فهم و دقیق از محضرش استفاده می‌کردند و در مسجد جامع همدان امامت می‌کرد. او در سال ۱۳۰۹ هجری قمری در قریه وسمق بالاتر از قراء درجزین متولد شد و در سایه پدرش که از علما معروف و ادیب بود قسمتی از علوم ابتدایی فارسی و عربی و صرف و نحو را بیاموخت. سپس به همدان منتقل شد و مدت شش سال در همدان از علما شهر استفاده علمی نمود تا سطوح عالیه را فرا گرفت بعد از آن به تهران رفت حدود چهار سال از علنای اعلام آن شهر کسب دانش نمود. در مدرسه خان مروی از حاج شیخ مسیح طالقانی و سید محمد تنکابنی به استفاده فقه و اصول پرداخت. معقول و فلسفه را از آقا میرزا حسن کرمانشاهی و عارف آخوند هیدجی زنجانی آموخت. بعد از طی این مراحل به همدان برگشت تا سال ۱۳۳۸ هجری قمری در همدان در مدرسه بزرگ معروف به مدرسه زنگنه برای طلاب تدریس می‌کرد و خود را برای عزیمت به نجف اشرف آماده می‌کرد. در این سال به زیارت اعتاب مقدسه نائل و اقامت در نجف اشرف را برگزید و به استفاده از بزرگان، علما و مجتهدین پرداخت. در فقه و اصول از آیت اله حاج میرزا حسینی نائینی و علامه و مجتهد اصولی حاج آقا ضیاء عراقی سالها بهره وافی و کافی برد و مدتی هم از فقیه ربانی آقا سید ابوالحسن اصفهانی استفاده علمی کرد و به مراتب عالیه و مدارج کامله علم و دانش نائل شد و به اخذ اجازه اجتهاد از مراجع بزرگ موفق گردید و استادش آقا میرزا حسن نائینی و آقا ضیاء عراقی و حاج محمد حسین اصفهانی و سید ابوالحسن اصفهانی مراتب علمی و اجتهاد او را تصدیق و اجازه مفصلی نوشته‌اند و نیز میرزا سید ابراهیم اصطهباناتی و شیخ محمد کاظم شیرازی و آقا میرزا علی آقای ایروانی از کسانی است که اجازاتی به مترجم له داده‌اند. احب ترجمه بعد از نیل به مراتب عالیه اجتهاد به ایران برگشت و در موطن اصلی خود وسمق سکونت و مدرسه را در آنجا بساخت و مدتی به تربیت و تعلیم طلاب علوم دینی و تدریس پرداخت. ولی پیش آمد و حوادث اجتماعی سبب شد وضع مدرسه بهم خورد و طلاب پراکنده شدند. مرحوم ربانی به همدان منتقل در محله ذوالریاستین ساکن و در مسجد همان محله اقامه جماعت کرد و به تدریس فقه و اصول مشغول شد. عده ای از فضلا و طلاب از محضر او استفاده می‌کردند و گاهی هم تدریس خود را در مدرسه آخوند قرار می‌دادند. ولی پس از آزاد شدن مدرسه بزرگ زنگنه از دست فرهنگیان بعد از شهریور ۱۳۲۰مدرسه را در اختیار صاحب ترجمه قرار گرفت و در آنجا تدریس می ک رد و ریاست مدرسه زنگنه را هم عهده‌دار بود. با این وضع می‌توانم بگویم قدر ایشان در همدان مجهول ماند و این فقیه محقق چنان‌که باید شناخته نشد.
وفات مترجم له:
صاحب ترجمه در اواخر عمر به علت کهولت سن و کسالت به تهران منتقل شد و نزد فرزندان دانشمندش تحت معالجه قرار گرفت و پس از مدتی در سال ۱۳۵۷ شمسی دارفانی را وداع گفت و در قم بخاک سپرده شد.
آثار علمی: صاحب ترجمه، مرحوم ربانی نوشته‌های فراوانی از درس اساتید داشت. از جمله دوره کامل اصول تقریرات درحس حاج آقا ضیاء عراقی کتاب قضا در فقه، رساله در خلل صلوه مسافر، رساله در صلوه مسافر، رساله در قواظه) ظاهراً در قواظع سفر باشد. (رساله در خیارات، رساله در شروط و احکام آن که همه مخلوط است و هیچ‌کدام در جایی به چاپ نرسیده است) منبع: کتاب تاریخ مفصل همدان ج دوم(.

### شهید احمد رضایی فاخر
این شهید بزرگوار یگانه شهید روستای وسمق است که مزار پاکش در آرامستان وسمق قرار دارد و زیارتگاه عاشقان شهداست. ایشان متولد ۱۳۴۸ بوده و در منطقه دهلران در فروردین ۱۳۶۸به درجه رفیع شهادت نائل شد. روحش شاد و یادش گرامی باد.
از سایر مشاهیر وسمق می‌توان به شاعر و استاد دانشگاه خانم دکتر صدیقه وسمقی که در خانواده ای به اصالت وسمقی زاده شده نام برد. دکتر وسمقی سالیان گذشته عضو اولین دوره شورای شهر تهران بوده و همچنین استاد دانشگاه تهران بود و آثار متعدد ادبی از ایشان بچاپ رسیده است. همچنین فوتبالیست سابق تیم ملی ایران و تیم سپاهان آقای سید هادی عقیلی نیز در خانواده ای با اصالت وسمقی به دنیا آمده است. ایشان نامزد دریافت جایزه بهترین بازیکن آسیا در چند دوره بود.

## جمعیت
بر پایه سرشماری عمومی نفوس و مسکن در سال ۱۳۹۵، جمعیت این روستا برابر با ۱٬۱۰۱ نفر (۳۳۷ خانوار) بوده است.